# Montferland (région)
Pour les articles homonymes, voir Montferland.

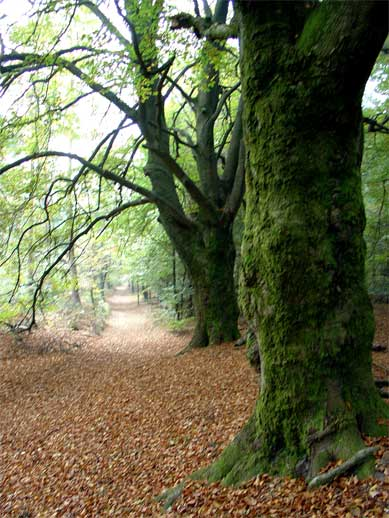
La forêt de Bergh au cœur de Montferland

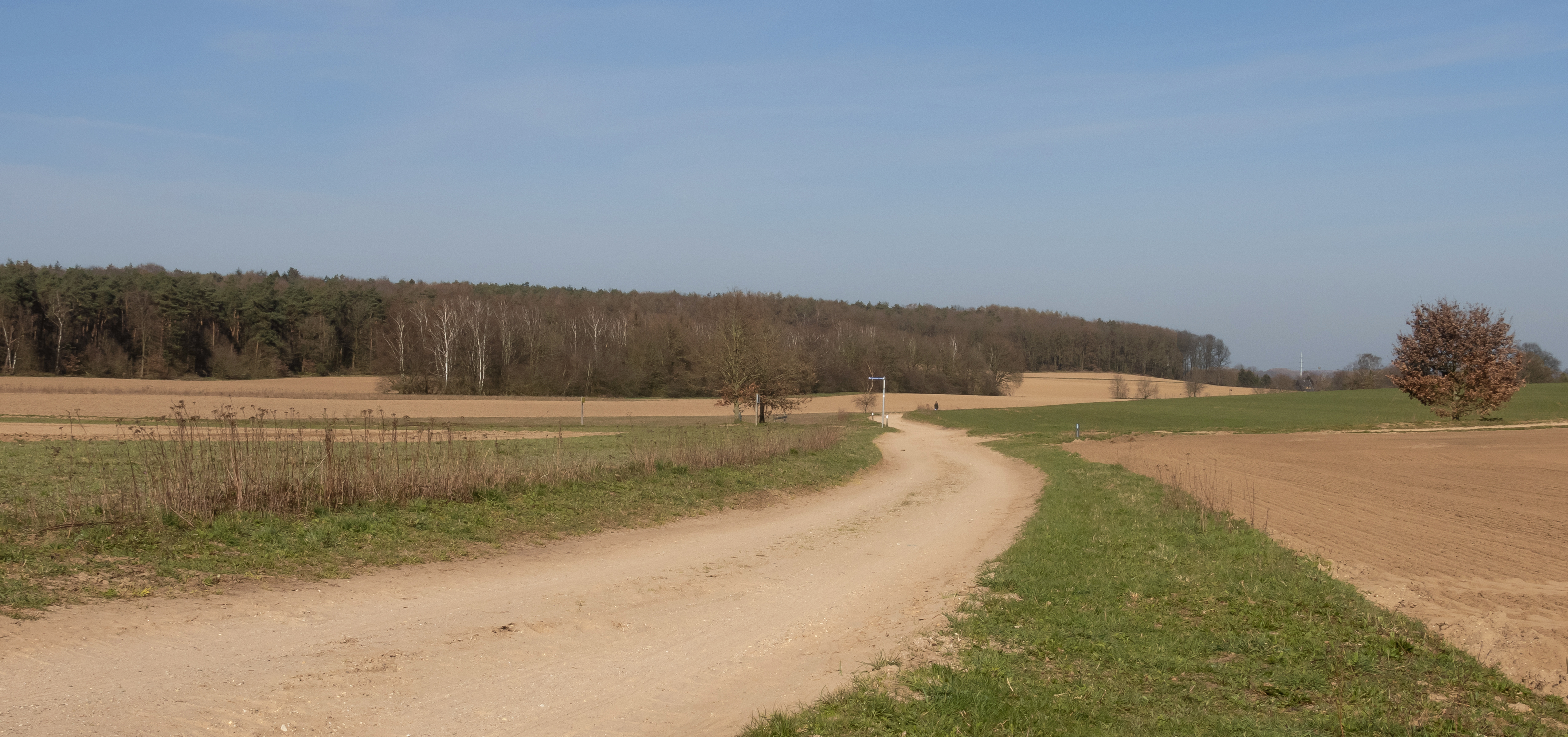
entre Zeddam et Beek, vue sur les collines du Montferland

Le Montferland est une région naturelle des Pays-Bas et d'Allemagne. Il s'agit d'une région boisée, relativement accidentée, comportant plusieurs forêts et quelques ensembles de collines morainiques.
Parmi les collines, la Hettenheuvel (91,6 m) est la plus élevée, suivi des collines Hulzenberg (84,6 m), Eltenberg (82,4 m), Galgenberg (66,8 m) et Montferland (66,8 m). 
Depuis la réorganisation des communes de la province de Gueldre du 1er janvier 2005, cette région a donné son nom à la nouvelle commune de Montferland, issue de la fusion des anciennes communes de Bergh et de Zeddam.
Parmi les localités du Montferland on peut citer 's-Heerenberg, Zeddam, Kilder, Loerbeek, Stokkum, Braamt, Beek et Lengel.